# Anchoa parva
Anchoa parva är en fiskart som först beskrevs av Meek och Hildebrand 1923.  Anchoa parva ingår i släktet Anchoa och familjen Engraulidae. Inga underarter finns listade i Catalogue of Life.